# 顎舌骨筋神経
顎舌骨筋神経（がくぜっこつきんしんけい）は三叉神経第三枝である下顎神経の枝である下歯槽神経より分かれる神経。顎舌骨筋と 顎二腹筋前腹に分布する。

## 構造
顎舌骨筋神経は下歯槽神経が下顎孔に入る直前で分岐する神経である。下顎枝深面の溝を降下し、顎舌骨筋下縁に到達し、顎舌骨筋と顎二腹筋前腹の両方に供給する。

## 追加画像

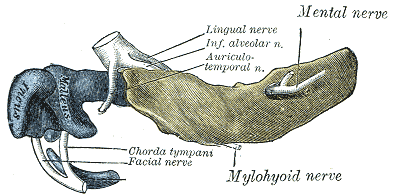
Mandible of human embryo 24 mm. long. Outer aspect.
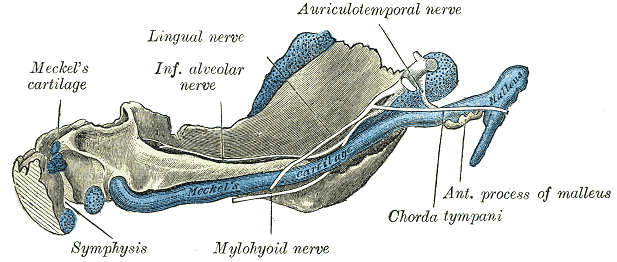
Mandible of human embryo 95 mm. long. Inner aspect. Nuclei of cartilage stippled.

この記事にはパブリックドメインであるグレイ解剖学第20版（1918年）896ページ本文が含まれています。